# Imperialism II: Age of Exploration
Imperialism II: Age of Exploration est un jeu vidéo 4X de stratégie au tour par tour développé par Frog City Software, sorti en 1999 sur PC (Windows). Il s'agit de la suite d'Impérialisme.

## Ambiance, but du jeu
Le joueur incarne le chef d'une nation européenne majeure à l'époque des grandes découvertes (Angleterre, Espagne, France, Pays-Bas, Portugal, Suède) ; son but est de s'emparer de plus de la moitié des territoires de l'ancien monde.
Le jeu commence en 1502 et se prolonge sans limite ensuite, même si les dernières unités et inventions disponibles correspondent à celles de la Première Guerre Mondiale. Le joueur doit simultanément développer son pays d'origine, renforcer sa puissance commerciale et militaire, explorer voire coloniser les terres indiennes, et mener une politique diplomatique active avec ses voisins européens moins puissants (Allemagne, Danemark, Écosse, Italie, Irlande, Suisse) et avec les tribus indiennes découvertes en cours de partie (Aztèques, Cherokees, Kwakiutls, Hurons, Incas, Iroquois, Mayas, Pueblos, Sioux, Tainos).

## Système de jeu
Le jeu se déroule sur une carte générée de façon aléatoire, ce qui modifie légèrement le total de provinces à posséder pour gagner ; la seule carte historique fournie correspond à l'Europe et à l'Amérique. La moitié de la carte représentant l'ancien monde est visible dès le début de partie ; par contre, l'autre moitié reste à découvrir.
Plusieurs niveaux de difficultés prédéfinis sont disponibles, mais le joueur peut finement ajuster les paramètres de la partie (complexité de l'économie des produits alimentaires, niveau initial de trésorerie, puissance militaire de départ, cout financier des attaques, etc.).

### Capitale, villes, provinces
Au début de la partie, le joueur place sa capitale  où seront centralisés les transformations des matières premières et les recrutements. Un joueur est éliminé si sa capitale tombe.
L'ordinateur dispose ensuite une ville dans chacune des autres provinces du pays. Le contrôle d'une ville assure le contrôle de toute la province. Le joueur peut développer ses cités secondaires pour que chacune développe une industrie autonome utilisant les matières premières de la province.

### Matières premières
Chaque carré de la carte peut contenir des matières premières exploitables par le joueur ; l'extraction des richesses du sous-sol nécessite une exploration préalable. La nourriture (céréales, viande, poisson) sert à nourrir les travailleurs, les militaires, et les marins. La collecte des ressources n'est possible que sur les terrains adjacents à une route, à des rails, ou à un port. Leur transport s'effectue grâce aux routes, aux rails, ou aux bateaux reliant la capitale.
|                  | Ancien monde (et terrains)                                                                                           | Nouveau monde (et terrains) |
| Terre (surface)  | Bois (forêts), poissons (rivières), céréales (champs), bétail (plaines), chevaux (enclos), laine (collines fertiles) | Bois (forêts), poissons (rivières), sucre (plantations de canne), tabac (plantations de tabac), fourrures (toundras), épices (plantations d'épices), coton (plantations de coton) |
| Terre (sous-sol) | Étain (marécages), cuivre ou charbon ou minerai de fer (collines arides, montagnes)                                  | Étain (marécages), cuivre ou charbon ou minerai de fer (collines arides, montagnes), argent (collines arides), or ou pierres précieuses (montagnes), diamants (déserts)           |
| Mer              | Poisson | Poisson |

### Industrie, main-d'œuvre
Les matières premières sont transformées par l'industrie de la capitale. Le joueur ne gère aucune usine : la capacité de transformation ne dépend que du nombre disponible d'unités de main-d'œuvre. Toutes les transformations nécessitent deux unités de main-d'œuvre.
| Ressources consommées        | Produit fabriqué           |
| ---------------------------- | -------------------------- |
| 2 laines ou 2 cotons         | 1 tissu                    |
| 2 bois                       | 1 bois d'œuvre ou 1 papier |
| 2 fers                       | 1 fonte                    |
| 1 cuivre + 1 étain           | 1 bronze                   |
| 1 minerai de fer + 1 charbon | 1 acier                    |
| 2 cannes à sucre             | 1 sucre raffiné            |
| 2 tabacs                     | 1 cigare                   |
| 2 fourrures                  | 1 chapeau de fourrure      |

Le jeu n'utilise aucune notion de population : la main-d'œuvre est représentée sous forme d'unités, qui proviennent d'artisans plus ou moins spécialisés. Toute pénurie alimentaire (ou de produits de luxe) provoque l'arrêt du travail, voire la mort des travailleurs.
| Nom            | Formé grâce à...                   | A besoin de...                       | Unités de main-d'œuvre |
| -------------- | ---------------------------------- | ------------------------------------ | ---------------------- |
| Paysan         | 2 tissus                           | 1 nourriture                         | 1                      |
| Apprenti       | 1 paysan + 1 papier + 100 $        | 1 nourriture + 1 sucre raffiné       | 4                      |
| Compagnon      | 1 apprenti + 5 papiers + 500 $     | 1 nourriture + 1 cigare              | 6                      |
| Maître artisan | 1 compagnon + 10 papiers + 1 000 $ | 1 nourriture + 1 chapeau de fourrure | 8                      |

Différentes unités civiles permettent de mieux développer l'empire :
- les explorateurs explorent le nouveau monde et recherchent les ressources cachées dans le sous-sol ;
- les créateurs améliorent les villes de province et valorisent les terres pour qu'elles produisent plus de ressources ;
- les marchands achètent des terres chez les indiens ou les petites nations européennes ;
- les ingénieurs construisent des routes, des ports, des fortifications ;
- les ingénieurs ferroviaires transforment les routes en voies ferrées ;
- et les espions... espionnent.

Chacun de ces spécialistes coûte 3 papiers et 500 $. Si la province dans laquelle il travaille est envahie, le spécialiste est rapatrié dans sa capitale d'origine, voire tué si le joueur est en conflit avec l'envahisseur.

### Argent, commerce
L'argent (des dollars) s'obtient soit par l'extraction de denrées précieuses, soit en exploitant des terres achetées à l'étranger, soit en commerçant.
Le commerce s'effectue par confrontation de l'offre et de la demande ; le joueur peut choisir la nation qui lui vend des marchandises, mais pas celle qui lui en achète. À l'achat, le joueur indique ce qu'il veut acheter (3 possibilités au maximum, jusqu'à 6 plus tard) ; à la vente, le joueur indique la quantité maximale de chaque produit qu'il met sur le marché (pas de limite de quantité autre que celle en stock). Un système de préférence, basé sur la qualité des relations diplomatiques, influence qui achète et qui vend des marchandises au joueur ; celui-ci peut accorder des subventions pour baisser ses prix de vente et augmenter ses prix d'achat, et ainsi favoriser ses échanges. Il est impossible d'échanger des céréales, de la viande ou du poisson.
Les joueurs des grandes nations européennes peuvent acheter des terres aux indiens ou aux petits états européens ; mises en valeur, ces terres rapportent des commissions à leurs propriétaires.

### Diplomatie
Les écrans diplomatiques permettent :
- d'obtenir des informations au sujet des autres empires ;
- d'établir des consulats et des ambassades ;
- de déclarer la guerre, de demander la paix ;
- de faire des alliances, des pactes de non-agression, des propositions d'intégration à l'empire ;
- de subventionner les échanges commerciaux, ou de faire des boycotts ;
- de donner de l'argent.

Les consulats permettent de mettre en place des subventions et d'améliorer les relations diplomatiques lors des échanges commerciaux. Les ambassades permettent de signer des pactes de non-agression et de proposer à différents pays d'intégrer l'empire du joueur.
Les déclarations de guerre sont un préalable à toute hostilité entre nations européennes ; par contre, l'attaque des nations indiennes ne nécessite aucune formalité, sauf si un autre pays européen possède des concessions dans le territoire visé. La paix peut être demandée à chaque tour par l'un des belligérants, et éventuellement acceptée sans contrepartie ni négociation.

### Armée, marine
Les paysans servent de recrues pour l'armée et la marine ; les produits manufacturés nécessaires varient en fonction du type d'unité construite. Seuls les combats terrestres peuvent être gérés en mode tactique, avec contrôle individuel des troupes sur le champ de bataille.
Les unités terrestres sont caractérisées par une puissance et une portée de tir, une puissance en mêlée et en défense, et un potentiel de mouvement. Ces unités peuvent se déplacer sur n'importe quel province appartenant au joueur (précision : le passage d'un continent à l'autre n'est possible que si le point de départ contient un port). Les troupes peuvent attaquer toute province adjacente à celle dans laquelle ils stationnent, chaque attaque coûtant une somme dépendant du nombre et du niveau des unités impliquées.
Les unités navales sont caractérisées par une puissance et une portée de tir, une résistance de blindage, une valeur de coque, une vitesse et un potentiel de cargaison ; la cargaison détermine soit leur capacité de transport de marchandises quand les bateaux sont affectées à l'acheminement des marchandises, soit leur capacité de transport de troupes quand ils servent à établir une tête de pont dans une province à conquérir. Ces unités navales servent aussi à établir des blocus destinés à étouffer l'économie d'un rival.
Toutes ces unités requièrent également de la nourriture (céréales, et viande ou poisson). Une pénurie alimentaire prolongée ayant déjà décimé la main-d"œuvre peut provoquer la désertion des troupes.

### Recherche
La recherche scientifique, lourde à financer, permet d'améliorer la collecte des ressources, l'armée et la marine, la gestion des finances, et l'industrie.
Un système d'objectifs permet de mieux définir ses recherches. La facilité des travaux dépend du nombre de nations maitrisant déjà la technologie désirée et de la présence d'espion chez ces voisins.

## Accueil
| Imperialism II        |      |       |
| Média                 | Pays | Notes |
| AllGame               | US   | 4/5   |
| Computer Gaming World | US   | 4/5   |
| GameSpot              | US   | 80 %  |
| Gen4                  | FR   | 3/5   |
| IGN                   | US   | 84 %  |
| Joystick              | FR   | 72 %  |